# Lepidothrix
Lepidothrix là một chi chim trong họ Pipridae.